# جاك إيبرت
جاك إيبرت هو سياسي فرنسي، ولد في 8 أغسطس 1920 في فاليز في فرنسا، وتوفي بنفس المكان في 15 فبراير 2018. نشط حزبياً في التجمع من أجل الجمهورية واتحاد الديمقراطيين من أجل الجمهورية والاتحاد للجمهورية الحديثة.

## مناصب
- انتخب Mayor of Cherbourg ‏.
- انتخب نائب فرنسي عن دائرة Manche's 5th constituency [الإنجليزية]‏ خلال فترته النيابية  [لغات أخرى]‏ (11 يوليو 1968 – 1 أبريل 1973).
- انتخب نائب فرنسي عن دائرة Manche's 5th constituency [الإنجليزية]‏ خلال فترته النيابية  [لغات أخرى]‏ (3 أبريل 1967 – 30 مايو 1968).
- انتخب نائب فرنسي عن دائرة Manche's 5th constituency [الإنجليزية]‏ خلال فترته النيابية  [لغات أخرى]‏ (6 ديسمبر 1962 – 2 أبريل 1967).